# Cassia leptophylla
Cassia leptophylla är en ärtväxtart som beskrevs av Julius Rudolph Theodor Vogel. Cassia leptophylla ingår i släktet Cassia och familjen ärtväxter. Inga underarter finns listade i Catalogue of Life.

## Bildgalleri

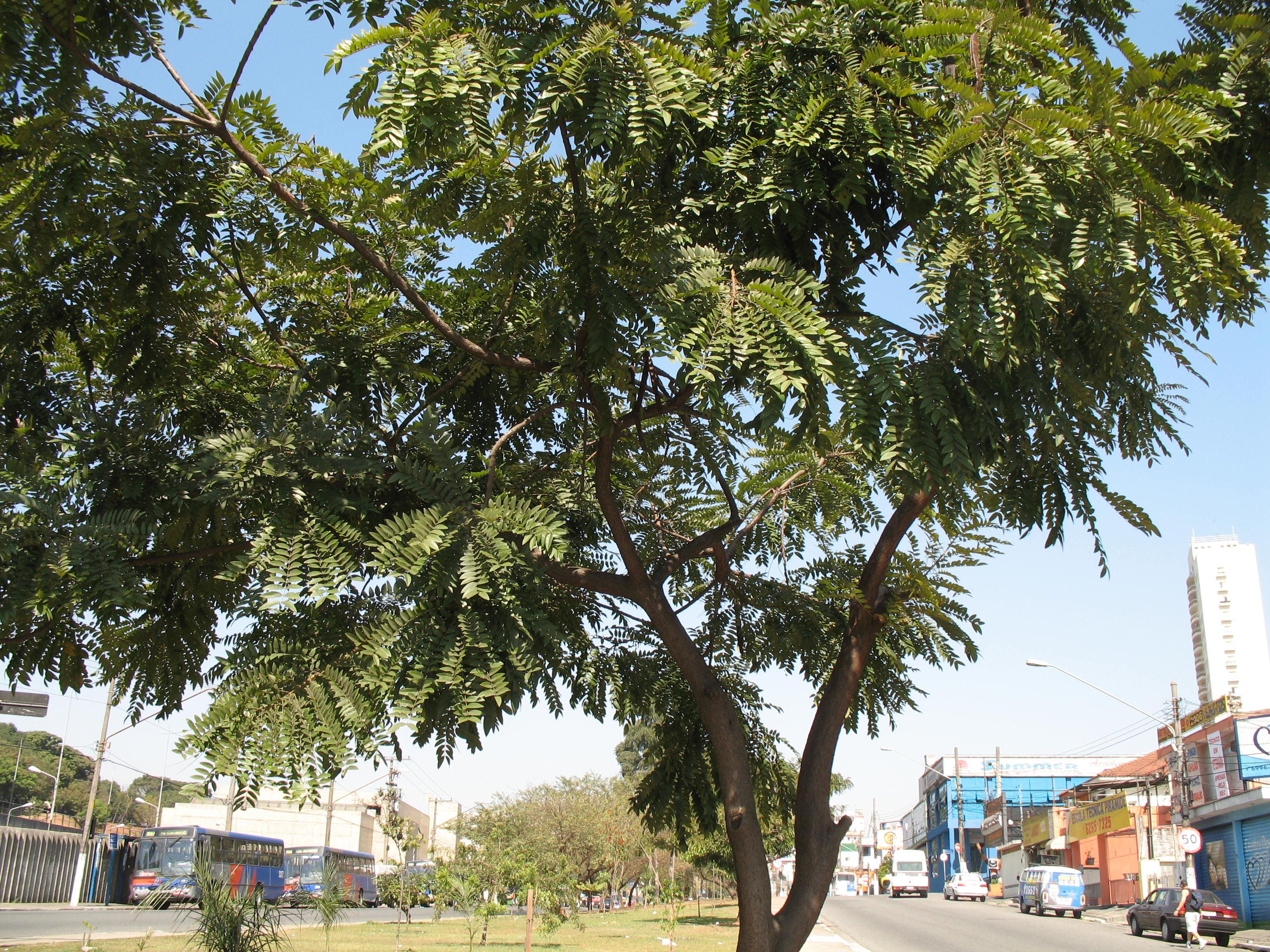